# Hatod
Hatod è una suddivisione dell'India, classificata come nagar panchayat, di 9.030 abitanti, situata nel distretto di Indore, nello stato federato del Madhya Pradesh. In base al numero di abitanti la città rientra nella classe V (da 5.000 a 9.999 persone).

## Geografia fisica
La città è situata a 22° 48' 0 N e 75° 43' 60 E e ha un'altitudine di 558 m s.l.m..

## Società

### Evoluzione demografica
Al censimento del 2001 la popolazione di Hatod assommava a 9.030 persone, delle quali 4.648 maschi e 4.382 femmine. I bambini di età inferiore o uguale ai sei anni assommavano a 1.452, dei quali 761 maschi e 691 femmine. Infine, coloro che erano in grado di saper almeno leggere e scrivere erano 4.843, dei quali 3.116 maschi e 1.727 femmine.